# Badly Drawn Boy
Damon Gough, bedre kendt som Badly Drawn Boy (født 2. oktober 1969 i Dunstable, Bedfordshire) er en  britisk indie pop-/rocksinger-songwriter.

## Diskografi
- Ep3 (1998)
- The hour of bewilderbeast (2000)
- Have you fed the fish (2002)
- About a boy(film)soundtrack (2002)
- One plus one is one (2004)
- Born in the U.K. (2006)

- Wikimedia Commons har flere filer relateret til Badly Drawn Boy